# El capital en la era del Antropoceno
El capital en la era del Antropoceno (en japonés: 人新世の「資本論」, romanizado: Hito Shinsei no "Shihon-ron") es un libro de no ficción 2020 del académico japonés Kohei Saito. Basándose en escritos sobre ecología y ciencias naturales de Karl Marx, el libro presenta un argumento marxista para el decrecimiento como una estrategia para mitigar los efectos del cambio climático. El capital en la era del Antropoceno fue un éxito comercial inesperado en Japón, vendiendo más de medio millón de copias.

## Trasfondo
Kohei Saito es profesor asociado de filosofía en la Universidad de Tokio. Escribe sobre ecología y economía política desde una perspectiva marxista, atribuyendo la crisis financiera de 2007-2008, la crisis climática y el accidente nuclear de Fukushima I por influir en su orientación hacia una interpretación marxista de la política. Estos acontecimientos le llevaron a plantearse por qué «en una sociedad tan próspera, hay tanta gente que vive en la pobreza, sin acceso a atención médica y sin poder llegar a fin de mes», y por qué, a pesar de vivir en una sociedad aparentemente cómoda y próspera, «mucha gente siente que no hay buenas perspectivas de futuro».
El capital en la era del Antropoceno se basa en los cuadernos no publicados de Marx sobre investigación ecológica escritos al final de su vida, particularmente sus escritos sobre ciencias naturales y la brecha metabólica, textos que Saito estudió en el contexto de su trabajo como coeditor del volumen 18 de la cuarta sección de las Marx-Engels- Gesamtausgabe 2 (MEGA 2) [Obras completas de Marx y Engels]. En estos escritos, Marx argumenta que el capitalismo ha creado una «grieta irreparable en el proceso interdependiente del metabolismo social» y examina las comunas agrícolas autogobernadas que existían en las sociedades precapitalistas Sobre esta base, Saito construye un argumento a favor del decrecimiento partiendo de las conclusiones de Marx.

## Sinopsis
Saito argumenta que si bien el crecimiento sostenible se ha convertido en un principio organizador central en las respuestas globales al cambio climático, la expectativa de crecimiento perpetuo solo ha exacerbado la crisis climática. Es particularmente crítico con los Objetivos de Desarrollo Sostenible (ODS), describiéndolos como «el nuevo opio de las masas» en lo que respecta a lo que él cree que es la imposibilidad de alcanzar los objetivos bajo un sistema capitalista. En cambio, Saito aboga por el decrecimiento, que concibe como la desaceleración de la actividad económica a través de la reforma democrática del trabajo y la producción.
En términos prácticos, la concepción de Saito sobre el degradamiento implica el final de la producción en masa y el consumo en masa, la descarbonización a través de horas de trabajo más cortas y la priorización del trabajo esencial como el cuidado a las personas. El autor argumenta que el capitalismo crea la escasez artificial al obtener ganancias basadas en el valor de los productos básicos en lugar de la utilidad de lo que se produce, citando la privatización de los bienes comunes para fines de acumulación de capital como ejemplo. Saito argumenta que al devolver a los bienes comunes a un sistema de propiedad social, es posible restaurar la abundancia y centrarse en las actividades económicas que son esenciales para la vida humana.

## Historia de publicación
El capital en la era del Antropoceno fue publicado por Shūeisha el 17 de septiembre de 2020. Una traducción del libro en inglés está programada para su publicación en 2023.

## Recepción
El capital en la era del Antropoceno fue galardonado con el Premio al Nuevo Libro 2021 por Chuokoron-Shinsha, y fue seleccionado como uno de los «mejores libros asiáticos del año» en los Asia Book Awards en 2021.

El libro fue un éxito comercial inesperado en Japón, vendiendo más de un cuarto de millón de copias para mayo de 2021 y más de medio millón de copias en septiembre de 2022. Saito atribuye el éxito del libro a su popularidad entre los jóvenes y su lanzamiento coincidente durante la pandemia de COVID-19, afirmando la ampliación de la brecha de riqueza que ocurrió como resultado de la recesión por la pandemia de COVID-19 aumentó la visibilidad de la desigualdad social y económica al tiempo que revela «cuán destructiva puede ser una sociedad capitalista basada en la producción y el consumo excesivo».
El éxito de El capital en la era del Antropoceno ha sido acreditado por provocar un renovado interés en el pensamiento marxista en Japón, con librerías informando de un aumento en las ventas en libros sobre el marxismo y Saito apareciendo en la serie de televisión de NHK 100 Pun de Meicho a presentar una introducción de cuatro partes de El capital de Marx.

## Lectura adicional
- Saito, Kohei (Octubre de 2014). «The Emergence of Marx's Critique of Modern Agriculture: Ecological Insights from His Excerpt Notebooks». Monthly Review (en inglés) 66 (5): 25. doi:10.14452/MR-066-05-2014-09_2.
- Saito, Kohei (Febrero de 2016). «Marx's Ecological Notebooks». Monthly Review (en inglés) 67 (9): 25. doi:10.14452/MR-067-09-2016-02_3.

- Esta obra contiene una traducción total derivada de «Capital in the Anthropocene» de Wikipedia en inglés, concretamente de esta versión del 8 de octubre de 2022, publicada por sus editores bajo la Licencia de documentación libre de GNU y la Licencia Creative Commons Atribución-CompartirIgual 4.0 Internacional.

- Datos: Q125432252